# Menhir de la Truie
Le menhir de la Truie est un menhir situé à Sarzeau dans le Morbihan, en France.

## Caractéristiques
Le menhir est situé sur l'estran, à l'embouchure de la rivière de Penerf et près de la pointe de Penvins, au lieu-dit de la Truie dont il porte le nom : il est donc recouvert par la mer à marée haute et n'est découvert que lors des marées basses. Il s'agit d'un monolithe de 4 m de long, couché sur une zone rocheuse.

## Historique
Le menhir a probablement été érigé au Néolithique, il y a 6 500 ans, et était alors vraisemblablement situé sur la terre ferme : depuis son érection, le niveau moyen de la mer a simplement monté.
Le menhir de la Truie est inscrit au titre des monuments historiques le 24 juillet 2023. Depuis 2025, il forme un site de la zone tampon des mégalithes de Carnac et des rives du Morbihan, bien inscrit au patrimoine mondial.